# Horithyatira geminata
Horithyatira geminata is een vlinder uit de familie van de eenstaartjes (Drepanidae). De wetenschappelijke naam van de soort is voor het eerst geldig gepubliceerd in 1931 door Gaede.